# Fluier
Fluier (rumänisch, Plural fluiere), auch fluieră, floieră, fluer, fluir, ist die in Rumänien und der Republik Moldau gebräuchliche allgemeine Bezeichnung für Flöten, von denen etwa 17 Typen bekannt sind. Zu diesen zählen endgeblasene Kernspaltflöten wie die Hirtenflöte caval und die lange tilincă ohne Fingerlöcher, Längsflöten ohne Mundstück, die Querflöten flaut und piculină sowie die Panflöte nai. Die meisten Flöten werden im ländlichen Raum von Amateuren – Bauern und Viehhirten – in der Volksmusik gespielt, lediglich die Panflöte ist ein Instrument professioneller Volksmusiker (lăutari).

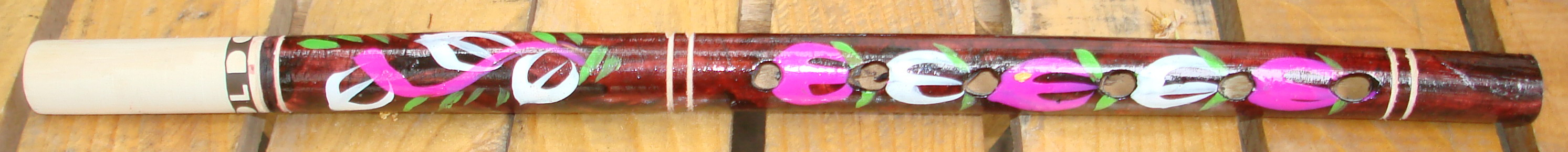
Bemalte Kernspaltflöte

## Einteilung
Die meisten Flöten sind an beiden Enden offene Längsflöten, die in Kernspaltflöten mit Mundstück (dop), bei denen der Luftstrom an einer seitlich angebrachten Öffnung mit einer Schneidekante in Schwingung versetzt wird, und Endkantenflöten ohne Mundstück unterteilt werden. Bei letzteren bläst der Spieler gegen das angeschrägte obere Ende und lenkt den Luftstrom durch eine bestimmte Position der Lippen. Hinzu kommen zwei Querflöten. Flöten bis 35 Zentimeter Länge gelten als kurz, bis 50 Zentimeter als mittellang und darüber als lang.
Flöten werden überwiegend auf handwerkliche Art hergestellt. Das Dorf Hodac im Kreis Mureș ist für die Herstellung von Flöten durch nebenberuflich tätige Flötenbauer bekannt. Für Anfang der 1960er Jahre wird die Zahl von 100.000 Flöten pro Jahr genannt, in den 1980er Jahren fertigten diese Handwerker, die generell selbst Flöte spielten, jährlich rund 200.000 Flöten. Viele Holzflöten sind mit aufgelegten Metallblechen ornamental gestaltet, mit Streifen von Kirschbaumrinde umwickelt oder mehrfarbig bemalt.

### Kernspaltflöten

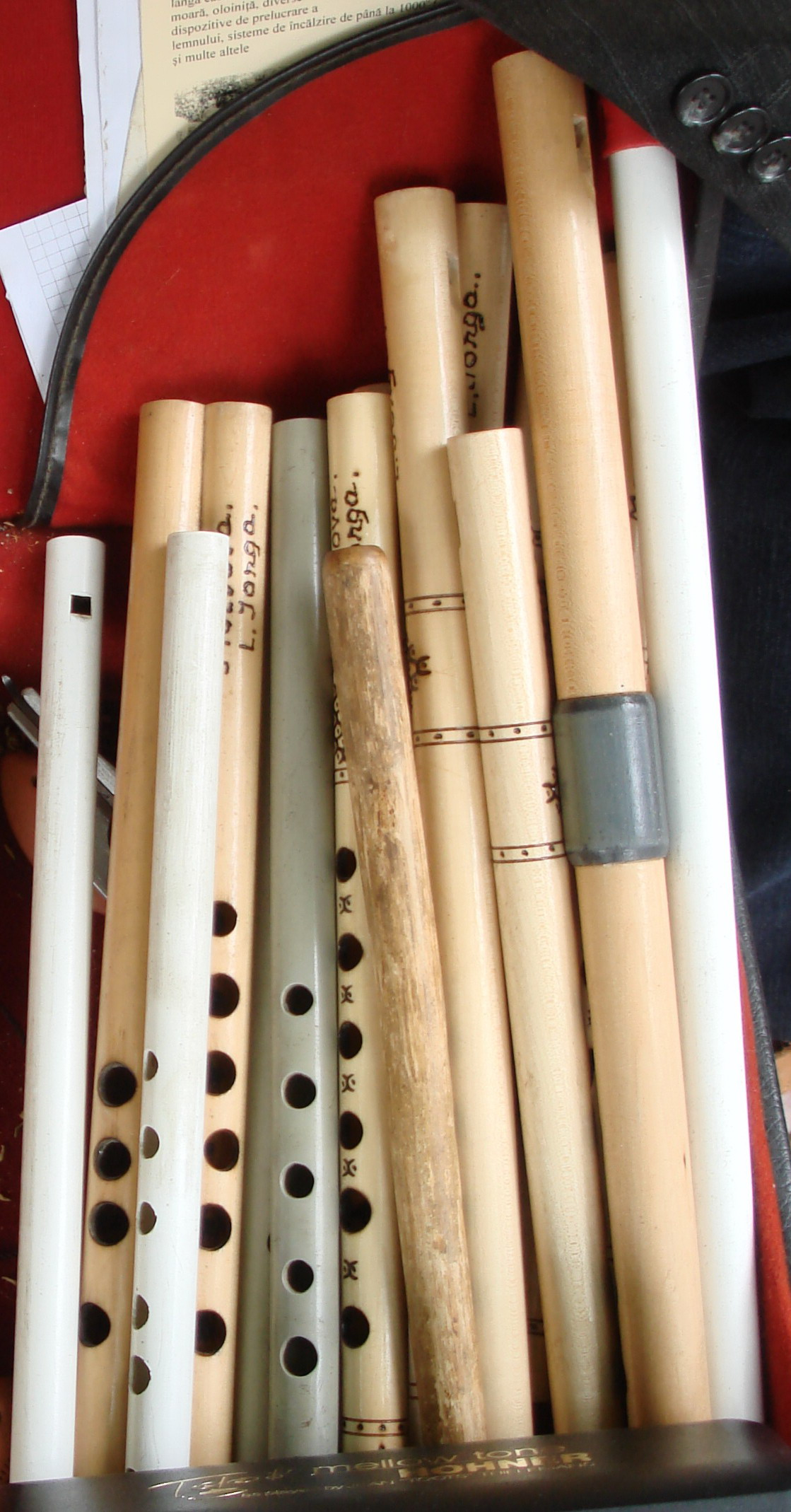
Flöten aus der Republik Moldau

Die fluier cu dop (auch fluier drept cu dop) ist eine längsgeblasene Kernspaltflöte mit sechs Fingerlöchern. Die Bohrung ist leicht konisch und verjüngt sich gegen das untere Ende. Alternativ kann das untere Ende durch einen Pfropfen aus Holz oder Kork mit einem engen mittigen Loch teilweise geschlossen sein. Der Spieler kann die Tonhöhe zusätzlich variieren, indem er das untere Ende mit dem Finger verschließt. Im westlichen Siebenbürgen und im Banat heißt diese Flöte auch fluieră. In der nördlichen Region Moldau, in der nördlichen Bukowina an der Grenze zur Ukraine und im übrigen Siebenbürgen ist die kleine und mittlere Version als trișcă und die lange Version als fluieroi (fluieroni) bekannt. Bei den kleinen Schäferflöten befinden sich die Fingerlöcher im gleichen Abstand zueinander im unteren Bereich des Spielrohrs, bei den mittleren und langen Flöten besteht zwischen den beiden Fingerlöchern in der Mitte ein größerer Abstand. Die fluier mare oder fluieroi hat sieben Grifflöcher.
Die fluier gemănat (auch fluier ingemănat) ist eine Doppelflöte, deren Spielrohre aus einem Holzstück angefertigt werden. Gelegentlich besteht sie aus zwei hölzernen, parallel zusammengeleimten Röhren. Nach Anzahl der Fingerlöcher existieren mehrere Varianten: Bei einer Form sind ein Spielrohr (rechts) mit sechs Fingerlöchern und ein Bordunrohr (links) ohne oder selten mit einem Fingerloch verbunden. Mit dem einen Fingerloch, das sich gegenüber dem untersten der sechs Fingerlöcher befindet, kann der Bordunton angepasst werden. Eine weitere seltenere Variante besteht aus zwei identischen Spielrohren mit jeweils sechs Fingerlöchern. Beide Spielrohre werden zugleich angeblasen. Entsprechungen zur fluier gemănat bei den Südslawen sind die mehr oder weniger selten gewordenen Doppelflöten dwojanka in Bulgarien, dvojnice in Serbien (auch dvojka, „doppelt“, entsprechend diple), kettös furulya in Ungarn sowie die dvoykinye in Kroatien und Slowenien.
Als caval wird in Rumänien meist eine lange Hirtenflöte mit fünf Grifflöchern, von denen zwischen den oberen drei und den unteren zwei ein größerer Abstand besteht, verstanden. Die caval ist namensverwandt mit kaval (qaval), einer Gruppe langer Schäferflöten auf dem Balkan und in Kleinasien; das Wort ist entweder türkischen Ursprungs in der umfassenden Bedeutung „zylindrischer Hohlkörper“ oder es geht auf die arabische Wurzel q–w–l, „sprechen“, „Sprache“, zurück, ebenso wie qawwali. Im Unterschied zu der an beiden Enden gänzlich offenen kaval besitzt die rumänische Flöte ein einfaches Mundstück. Ihre Verbreitungsregion Oltenia (Kleine Walachei), Muntenia (Große Walachei) und Südmoldawien grenzt an diejenige der bulgarischen kaval.

### Endkantenflöten
Endkantenflöten (fluier fără dop, „ohne Mundstück“) werden beim Spielen schräg nach unten und etwas seitwärts gehalten. Die fluier dobrogean, auch caval dobrogean, „Dobrudscha-Flöte“, die in der gleichnamigen Region verbreitet ist, besteht aus einem Pflanzenrohr mit sechs Fingerlöchern oben und einem Daumenloch unten. Eine wie die bulgarische kaval aus drei Teilen bestehende Variante besitzt acht Fingerlöcher im mittleren und vier Luftlöcher im unteren Abschnitt. 
Die fluier moldovenesc kommt im Norden von Siebenbürgen, in der Bukowina, im Norden der Region Moldau und in Moldau vor. Das Gegenstück der fluier moldovenesc bei den in der Bukowina und in ihrem Heimatland lebenden Ungarn ist die kurze szélfurulya, die mit sechs Fingerlöchern einen Tonumfang von zwei Oktaven erreicht und gelegentlich auch aus Metall gefertigt wird. Die Länge der fluier moldovenesc beträgt 35 bis über 50 Zentimeter. Die sechs Fingerlöcher sind in zwei Gruppen zu jeweils drei aufgeteilt.
Die kleine „moldauische Flöte“, fluieraș moldovenesc, besitzt ebenfalls sechs Fingerlöcher, die mit gleichem Abstand angeordnet sind. Die große Flöte in Moldau heißt fluier mare („große Flöte“) oder schlicht fluier.
Ein besonderes Blasinstrument ist die zu den Obertonflöten zählende, 60 bis 80 Zentimeter lange tilincă, die keine Fingerlöcher besitzt und mit der durch Variation des Blasdrucks und durch Öffnen oder Verschließen des unteren Endes über ein Dutzend Töne der Naturtonreihe erzeugt werden können. Die tilincă kommt in zwei Varianten mit Mundstück (tilincă cu dop) und ohne Mundstück (tilincă fără dop) in einem Bereich zwischen dem nördlichen Siebenbürgen und Nordmoldawien vor.
Die sehr kurze fifă („Pfeife“), die in Oltenia meist von Frauen zur Ergänzung der Gesangsstimme gespielt wird, ist am unteren Ende geschlossen, am oberen Ende halbkreisförmig gekerbt und angeschrägt. Sie produziert nur einen Ton. Dieser bildet eine Art Grundton, um den die jodelnde Gesangsstimme eine einfache Melodie erzeugt. Die fifă steht entwicklungsgeschichtlich den steinzeitlichen Knochenflöten nahe. Die Kombination solcher Eintonflöten gilt als Ausgangspunkt für die Erfindung von Panflöten, die zunächst unverbundene Röhren in einer Reihe waren. Später wurden diese Röhren wie bei der russischen kugikli flach nebeneinander verschnürt.
Die bekannteste rumänische Flöte ist die Panflöte nai. Mindestens 20 bis über 30, unten geschlossene Pfeifen sind in einem leichten Bogen miteinander verbunden. Das Wort nai kommt aus dem Persischen, ältere Bezeichnungen waren im 16. Jahrhundert țevița und im 17. Jahrhundert muscal: ebenso persischen Ursprungs, was auf die Verbindung mit der osmanischen Musik ab jener Zeit hinweist.

### Querflöten
Die beiden einzigen Querflöten (fluier traversier) sind die längere flaut und die kürzere piculină, also eine übliche Piccoloflöte, die eine Oktave höher gestimmt ist und in der klassischen Musik zum Einsatz kommt.

## Herkunft und Spielweise
Das rumänische Wort fluier wurde versuchsweise von griechisch floarion, „Baumrinde“ und vom lateinischen Verb flare, „blasen“, abgeleitet, eine gesicherte Etymologie ist jedoch nicht bekannt. Im Umfeld von Hirten und stets in der Bedeutung „Flöte“ kommen zahlreiche sprachverwandte Wörter in Osteuropa und auf dem Balkan vor: albanisch flojere, floere, floer, griechisch floyera, serbisch und kroatisch frula, ungarisch furulya, slowakisch fujara, ebenso polnisch fujara und ukrainisch floyara.
Ein rumänischer Schöpfungsmythos erklärt die Erschaffung von Flöte und Geige: Als Gott auf der Erde weilte und Schafe hütete, erfand er die Flöte und verbarg sie im dichten Fell eines Schafes. Als die Schafhirten dieses Schaf scherten, kam die Flöte zum Vorschein. Der Teufel wollte es Gott gleichtun und ebenfalls ein Musikinstrument erschaffen. Er baute eine Geige und verbarg sie in einer Ziege, damit sie niemand finden möge. Als die Ziege ihren Schwanz hob, entdeckte ein țigani (Zigeuner) den Hals der Fiedel und zog diese heraus. Seitdem ist die Flöte ein von Gott gesegnetes, wohltuendes Instrument, während die teuflische Geige ihrem Spieler Schaden zufügen kann. Die in den Mythen über Ziegen weit verbreitete Verbindung zum Teufel wird hier ebenso übernommen wie die Zugehörigkeit der Schafe zum Göttlichen. Seit der griechischen Antike ist die Beziehung der Flöte zur Sphäre der Götter und der Schäfer im kulturellen Gedächtnis. Die aus Rohr gefertigte Panflöte ist das Werk der Hirtengötter Hermes oder – bekannter noch – Pan. Ein vergleichbarer dualistischer Entstehungsmythos ist aus Estland bekannt. Dort wird die Kastenzither („Harfe“) kannel von Gott erschaffen, während der Dudelsack und letztlich alle übrigen Musikinstrumente auf den Teufel zurückgehen. Nach einer Erzählung aus Lettland wurde die Zither (kokle) von Gott, die Fiedel vom Teufel und die Flöte von einem Schäfer eingeführt.
Wie Flöten und andere Musikinstrumente, die früher an Fürstenhäusern und in den Dörfern gespielt wurden, ausgesehen haben, lässt sich auf vielen Wandmalereien an Kirchen erkennen, die Musikaufführungen in religiöser und weltlicher Umgebung zeigen. Bei der biblischen Szene von Jesu Geburt tritt häufig ein Flöte spielender Schäfer auf, beispielsweise an der Kirche des Klosters Humor (1530) und an der Doamnei-Kirche (1683) in Bukarest. In der Colțea-Kirche in Bukarest (1702) wird einer der beiden abgebildeten Rundtänze in fürstlicher Umgebung vermutlich von einer langen Flöte und einer zweifelligen Trommel (heute tobă), der andere von einer kurzen Querflöte, einer zweifelligen Trommel und zwei kleinen Kesseltrommeln begleitet. In der Bălceşti-Kirche, einer Holzkirche von 1751 in der Gemeinde Căpușu Mare wird die Opferung Isaaks mit einem Flötenspieler illustriert, denn wie Psalm 150 vorschreibt, soll Gott mit Saiteninstrumenten und Flöten gepriesen werden.
Wie fast alle Musikinstrumente in der traditionellen rumänischen Musik werden Flöten üblicherweise nur von Männern gespielt. Frauen blasen lediglich im Apuseni-Gebirge die Langtrompete tulnic (auch trâmbiţă entsprechend der ukrainischen trembita) und in Oltenia die kleine Längsflöte fifă. Es heißt, dass eine Frau, die Flöte spielt, ihre Pflichten im Haushalt vernachlässigt. Flöten dienten häufig als Übungsinstrumente für die Gesangsausbildung und fanden sich daher in vielen Haushalten.
Die traditionelle rumänische Unterhaltungsmusik wird entweder von Amateuren gespielt, die im ländlichen Raum Bauern oder Hirten sind, oder von professionellen Volksmusikern (lăutari), die mehrheitlich zu den Roma gehören. Frauen bilden häufig Gesangsgruppen in der Ritualmusik, die bei jahreszeitlichen Feiern (Fruchtbarkeitsriten) und Übergangszeremonien wie Hochzeiten (nunta) und Bestattungen (înmormântarea) gepflegt wird und die in den meisten Fällen ohne Instrumente auskommt. Die Tanzmusik bei den sonntäglichen Dorfversammlungen (horă satului) steuern heute – wo sie noch stattfinden – anstelle der Dorfmusiker ortsansässige oder umherziehende lăutari bei, die für ihre Auftritte bezahlt werden.
Die Flötenmusik hat ihre eigenen Melodieformen, die sich von denjenigen der Geigen (vioară) unterscheiden. Die musikalische Bandbreite reicht vom lyrisch-getragenen improvisierten Gesangsstil doina, der freirhythmisch ist (als parlando-rubato bezeichnet) und der ohne Unterbrechung der Tradition heute praktisch nur noch im Kreis Gorj gepflegt wird, bis zu den schnellen asymmetrischen (aksak-)Rhythmen in der Tanzmusik. Eine instrumentale Version der doina, die „Hirten-doina“, wird mit Flöten gespielt. Jede Region und jedes Dorf pflegt eine eigene distinkte Tanz- und Musiziertradition. Improvisation bildet nicht nur in der doina einen hohen Anteil, sie gehört auch wesentlich zu den Tanzliedern, die Amateure auf der Flöte oder dem Dudelsack und lăutari auf der Violine (vioară) spielen. In traditionellen Besetzungen werden diese Melodieinstrumente häufig von der Knickhalslaute cobsă rhythmisch begleitet. Beliebt ist auch das Zusammenspiel von Flöte und Violine.
Traditionelle Musik ist üblicherweise monodisch – auch beim unisono-Chorgesang; mit Ansätzen zu einer einfachen Mehrstimmigkeit (Heterophonie), wenn etwa ein Melodieinstrument und eine Gesangsstimme dieselbe Melodie vortragen. Eine im 18. und 19. Jahrhundert aufgekommene Form der Mehrstimmigkeit ist die Kombination der Melodie mit einem Bordunton beim Dudelsack und der Doppelflöte fluier gemănat.